# Габровски отряд
Габровски отряд е военна част от Действащата Руска армия в Руско-турската война (1877 – 1878).
Габровският отряд е формиран през юли 1877 г. Оперативно е в състава на Южния отряд. Съставен е от 30-и Донски казашки полк, Тридесет и шести пехотен орловски полк и 10 оръдия. Командир на отряда е генерал-майор Валериан Дерожински. Непосредствено е подчинен е на командира на 9-а пехотна дивизия генерал-лейтенант Николай Святополк - Мирски. Съсредоточава се в град Габрово на 3 юли 1877 година. Получава задача във взаимодействие от север с Предния отряд, който настъпва от юг да овладее Шипченския проход.
През лятото на 1877 г., когато руските войски влизат в Габрово, Райчо Каролев е избран за председател на Габровския общински съвет. По искане на генерал-майор Валериан Дерожински се провежда работна среща с Райчо Каролев и Иван Калпазанов. Необходимо е българин да премине Балкана и да отнесе писмо със заповед на великия княз Николай Николаевич до генерал-лейтенант Йосиф Гурко. Иван Калпазанов осигурява свой верен работник, който отнася писмото и за 24 часа се връща с отговор. Заповедта е да превземе от север Шипченския проход, а от юг да настъпят частите на Предния отряд с командир генерал-лейтенант Йосиф Гурко. Генерал-майор Валериан Дерожински насочва част от Габровския отряд към връх Шипка, а генерел-лейтенант Йосиф Гурко атакува от юг. На 3 – 7 юли 1877 г. след вихрени атаки е овладян Шипченският проход. Неговата охрана се поема от Габровския отряд, който е включен в състава на Южния отряд с командир генерал-лейтенант Фьодор Радецки.
С началото на настъплението на Централната османска армия с командир Сюлейман паша, основните сили на Габровския отряд са включени в състава на Шипченския отряд с командир генерал – майор Николай Столетов. Изнасят главната тежест на геройската отбрана на Шипченския проход през август 1877 г.. На 13 август на връх Узункуш, по време на османска атака и последвалата руска контраатака загива командира на Габровския отряд генерал-майор Валериан Дерожински. След затихването на августовските боеве на връх Шипка, отрядът е изтеглен за възстановяване.